# دونوفان ماكليلاند
دونوفان ماكليلاند هو سياسي بريطاني، ولد في 14 يناير 1949 في Toome ‏ في المملكة المتحدة، وتوفي في 23 فبراير 2018. نشط حزبياً في الحزب الاشتراكي العمالي. في انتخابات الجمعية التشريعية لأيرلندا الشمالية، 1998 ‏، انتخب عضو الجمعية التشريعية الأولى لأيرلندا الشمالية ‏ عن دائرة South Antrim (Assembly constituency) ‏ وقد انضم خلال فترته النيابية ‏ (25 يونيو 1998 – 28 أبريل 2003) للكتلة البرلمانية الحزب الاشتراكي العمالي.